# Notolampra antillarum
Notolampra antillarum är en kackerlacksart som beskrevs av Robert Walter Campbell Shelford 1907. Notolampra antillarum ingår i släktet Notolampra och familjen jättekackerlackor. Inga underarter finns listade i Catalogue of Life.